# (218987) Heidenhain
(218987) Heidenhain est un astéroïde de la ceinture principale.

## Description
(218987) Heidenhain est un astéroïde de la ceinture principale. Il fut découvert le 26 avril 2008 à Gaisberg par Richard Gierlinger. Il présente une orbite caractérisée par un demi-grand axe de 2,94 UA, une excentricité de 0,07 et une inclinaison de 4,3° par rapport à l'écliptique.

## Compléments